# Colostethus fascianiger
Hyloxalus fascianigrus là một loài ếch thuộc họ Dendrobatidae.
Đây là loài đặc hữu của Colombia.
Môi trường sống tự nhiên của chúng là vùng núi ẩm nhiệt đới hoặc cận nhiệt đới và sông ngòi.
Chúng hiện đang bị đe dọa vì mất môi trường sống.